# Moses Gomberg
Moses Gomberg (Elisavetgrad, 8 febbraio 1866 – Ann Arbor, 12 febbraio 1947) è stato un chimico statunitense, considerato il fondatore della chimica dei radicali.

## Vita
Moses Gomberg nacque nell'Impero russo a Elisavetgrad, città oggi chiamata Kropyvnyc'kyj, nell'Ucraina centrale. Nel 1884 la famiglia emigrò a Chicago per sfuggire al pogrom che seguì all'assassinio dello zar Alessandro II. A Chicago lavorò nei magazzini del bestiame mentre frequentava la Lake High School. Nel 1886 entrò all'Università del Michigan, dove ottenne il baccellierato in scienze nel 1890 e il dottorato nel 1894 sotto la supervisione di A. B. Prescott. Nella sua tesi dal titolo "La trimetilxantina e alcuni suoi derivati" affrontò la derivatizzazione della caffeina e fu un ampliamento del lavoro di Prescott. Fu nominato istruttore nel 1893 e lavorò per tutta la sua carriera accademica all'Università del Michigan; fu direttore del Dipartimento di Chimica dal 1927 fino al suo pensionamento nel 1936. Nel 1931 Gomberg fu presidente della American Chemical Society. Non si sposò mai, e visse per tutta la vita con sua sorella Sophia in Ann Arbor.
Alla sua morte nel 1947 Gomberg lasciò i suoi beni al Dipartimento di Chimica dell'Università del Michigan per finanziare borse di studio per studenti. Nel 2000, centenario della sua pubblicazione "Un caso di carbonio trivalente, il trifenilmetile", si è tenuto un simposio alla sua memoria, ed è stata installata una lapide nell'edificio di chimica presso l'Università del Michigan.

## Ricerche
Nel 1896-1897 prese un anno sabbatico per lavorare come ricercatore postdoc con Adolf von Baeyer e Johannes Thiele a Monaco di Baviera e con Viktor Meyer a Heidelberg, dove riuscì a preparare il tetrafenilmetano, una molecola per lungo tempo inafferrabile.
Mentre tentava di preparare l'omologo superiore esafeniletano, una specie con impedimento sterico ancora maggiore, ottenne il radicale trifenilmetile che identificò correttamente. Questo fu il primo radicale persistente scoperto, e quindi Gomberg è considerato il fondatore della chimica dei radicali. Il lavoro fu poi continuato da Wilhelm Schlenk. Gomberg fu inoltre mentore di Werner Emmanuel Bachmann e insieme scoprirono la reazione di Gomberg-Bachmann.

## Scoperta di radicali persistenti
Nel tentativo di sintetizzare l'esafeniletano (5), Gomberg provò un accoppiamento di Wurtz sul trifenilclorometano (1). Ottenne un solido cristallino bianco che aveva una composizione che non era in accordo con la formula molecolare prevista: 
|            | calcolato per (5) | trovato |
| ---------- | ----------------- | ------- |
| % Carbonio | 93,83             | 87,93   |
| % Idrogeno | 6,17              | 6,04    |

Gomberg pensò che (1) avesse reagito con l'ossigeno per formare il perossido (4) e questa ipotesi fu confermata in studi successivi. Progettò allora una apparecchiatura, a quei tempi rivoluzionaria, per effettuare la sintesi in totale assenza di aria. Facendo reagire il trifenilclorometano con zinco in atmosfera di diossido di carbonio ottenne un composto che aveva la composizione prevista per (5), ma si comportava come un idrocarburo altamente insaturo, reagendo prontamente con aria, cloro, bromo e iodio. Sulla base dei dati sperimentali Gomberg concluse di aver preparato il composto (2), un radicale persistente contenente carbonio trivalente:
"L'evidenza sperimentale…mi obbliga a concludere che abbiamo a che fare con un radicale libero, il trifenilmetile, (C6H5)3C. Con questa unica ipotesi i risultati precedentemente descritti diventano comprensibili e sono adeguatamente spiegabili."
Questa conclusione rimase controversa per molti anni, dato che misure del peso molecolare di (2) fornivano un valore doppio di quello del radicale libero. Gomberg e Bachmann trovarono in seguito che trattando "esafeniletano" con magnesio si otteneva un reattivo di Grignard, il primo caso di formazione di un composto di questo tipo partendo da un idrocarburo. Studi su altri composti triarilmetilici fornirono risultati analoghi a quelli di Gomberg, e si ipotizzò che (2) esistesse in equilibrio con il suo dimero esafeniletano (5). Tuttavia, questa struttura fu in seguito smentita a favore del dimero chinoide (3).
Alla fine del suo articolo del 1900 sul carbonio trivalente Gomberg scrisse "Questa ricerca continuerà e vorrei riservare a me stesso questo campo d'indagine". I chimici del XIX secolo rispettarono questa rivendicazione, ma Gomberg scoprì che il settore della chimica da lui fondato era troppo vasto per essere riservato a lui solo.